# Chiesa di Mattia
La chiesa di Mattia è un edificio religioso che si trova al centro della piazza della Santa Trinità (in ungherese Szentháromság tér) a Budapest. Nonostante sia comunemente chiamata con il nome di Mattia Corvino, il vero nome della chiesa è Nostra Signora Assunta della Collina del Castello ed è dedicata alla Madonna.

## Descrizione - Storia
Secondo la tradizione, la prima chiesa fu fondata sul sito dove sorge oggi da Santo Stefano, re d'Ungheria, nel 1015: questa ipotesi si basa su un'iscrizione eretta nel 1690 all'interno della chiesa e bruciata nel 1748, che alcuni riferimenti precedenti sembrano confermare. Tuttavia, non esistono prove che confermino con assoluta sicurezza la fondazione del luogo di culto su iniziativa di Santo Stefano. L'edificio fu distrutto nel 1241 in occasione della prima invasione mongola dell'Ungheria, finendo per essere ricostruita tra il 1255 e il 1269 per la volontà del re Béla IV d'Ungheria. Nel 1541 venne trasformata in una moschea dai turchi, per poi passare ai gesuiti.
Nel 1873 e il 1896 fu oggetto di restauri da parte dell'architetto Frigyes Schulek che la ricostruì parzialmente in stile neogotico.
È uno degli edifici più interessanti della città di Budapest e patrimonio artistico e turistico della città. Nella piazza davanti alla chiesa si trova la colonna della Santissima Trinità risalente al XVIII secolo.
Nella chiesa re Mattia Corvino si sposò due volte e vi furono incoronati Francesco Giuseppe I d'Austria nel 1867 e Carlo IV nel 1916. 
È dotata all'esterno di portali di grande pregio, mentre l'interno è diviso in tre navate con preziose vetrate e affreschi. Vi è inoltre la cappella funeraria reale dove si possono trovare i sarcofagi di Béla III d'Ungheria e di Anna di Chatillon.
Nella chiesa di Mattia è stato girato un film horror intitolato La chiesa di Michele Soavi (1989).

## Galleria d'immagini

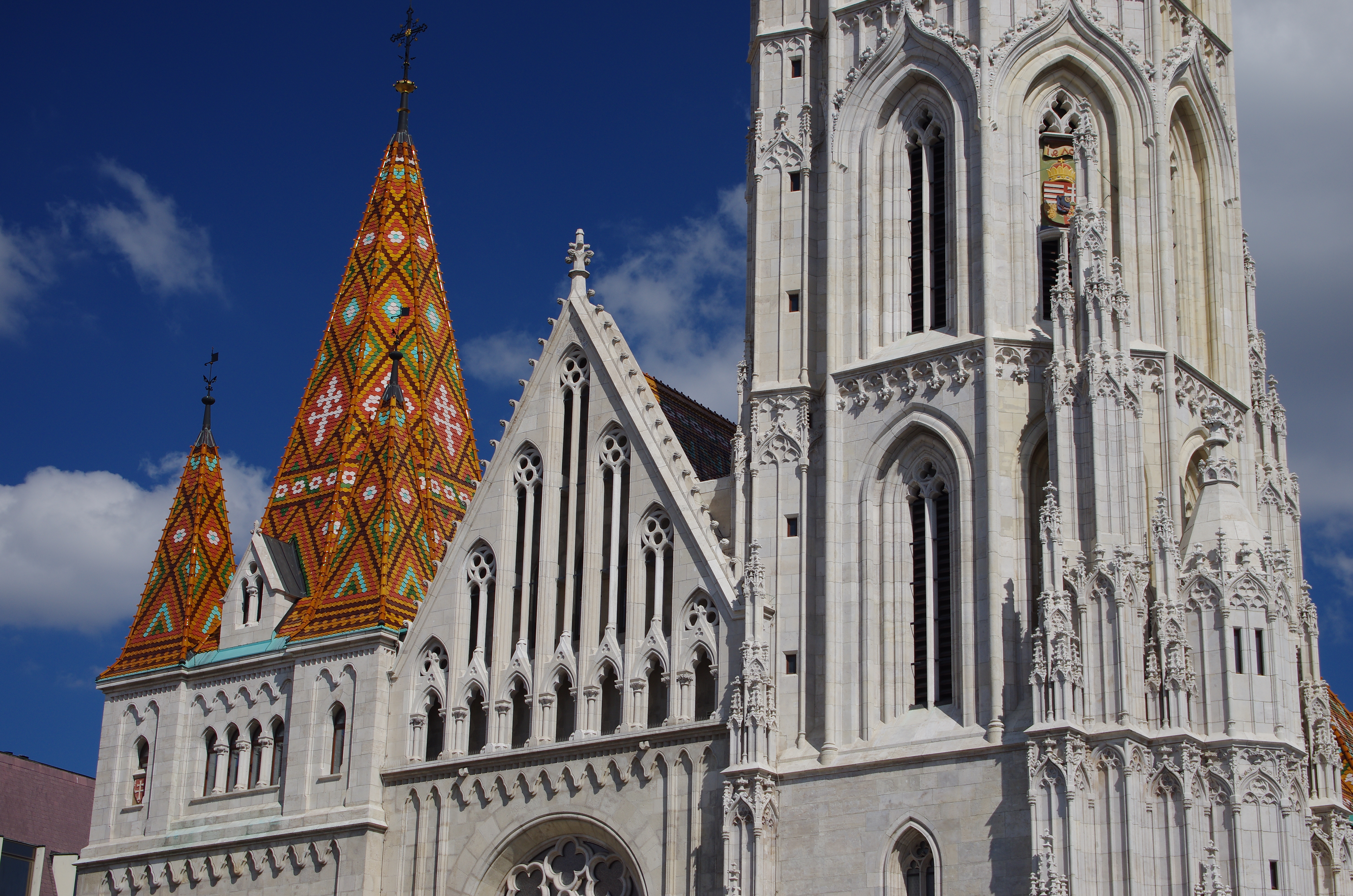
Dettagli della chiesa
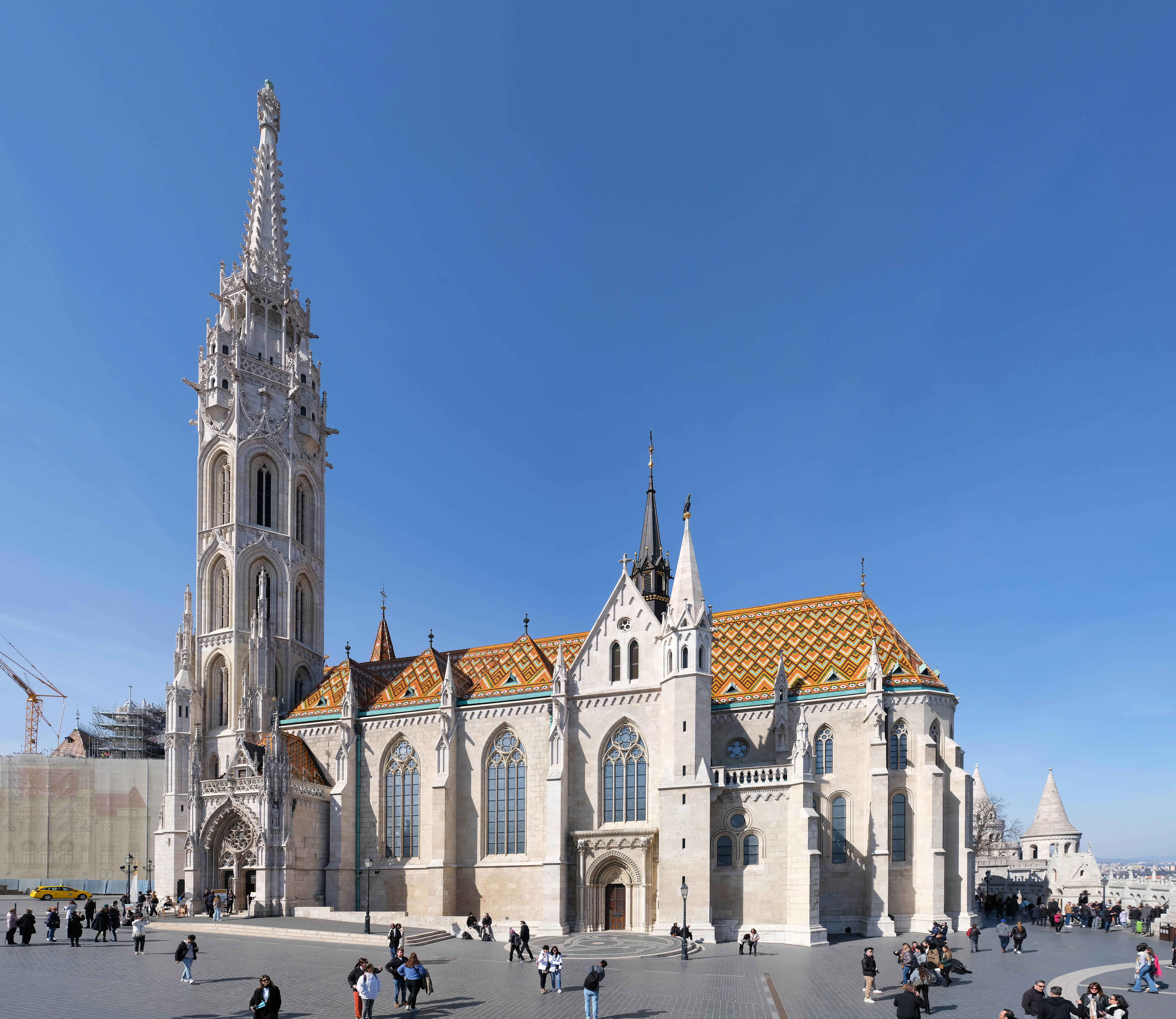
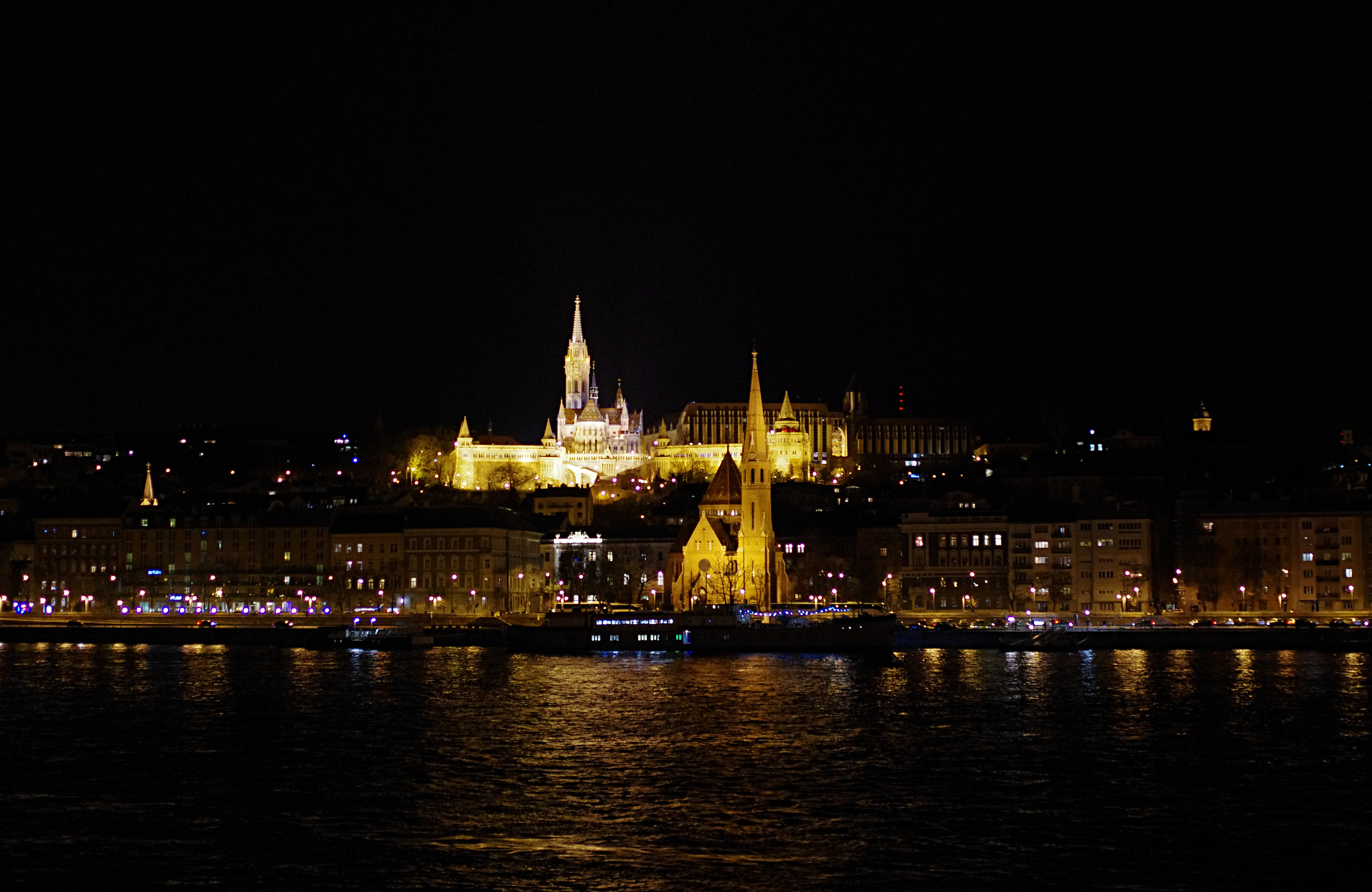
Vista dal Danubio di notte
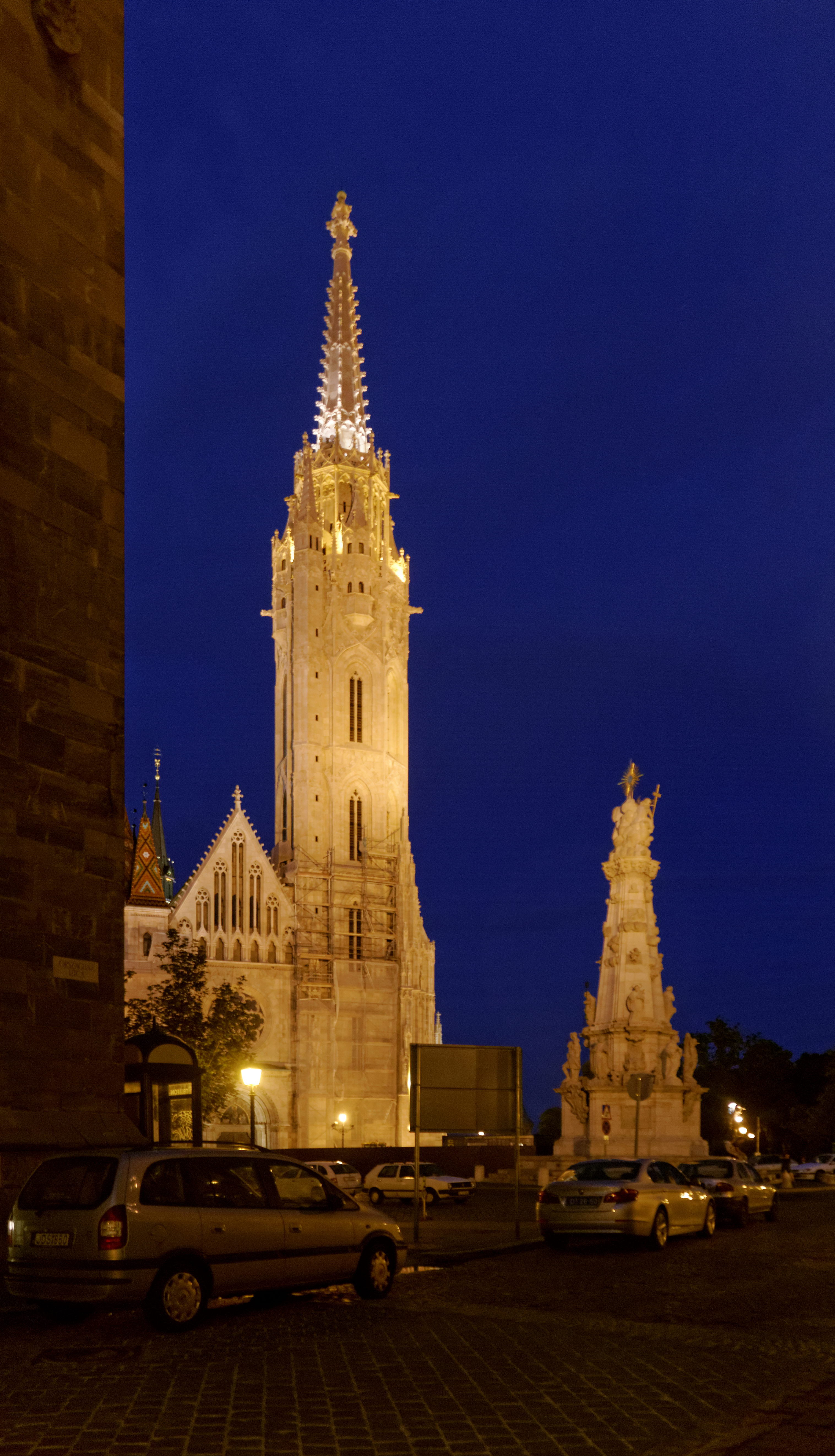
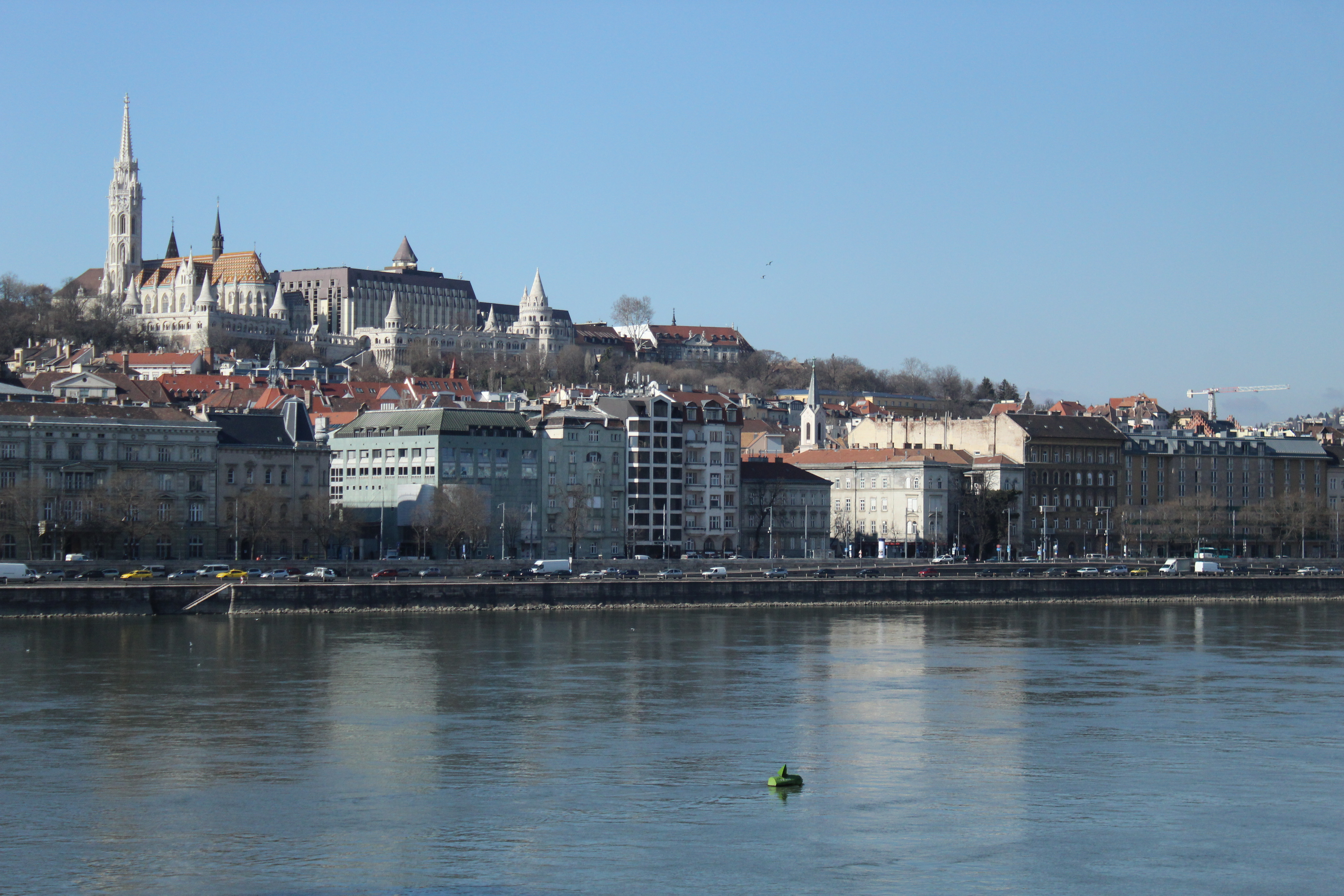
Vista diurna della Chiesa di Mattia dal Danubio